# Нибл
Нибл (енгл. nibble — „зрно” или nybble) се користи као јединица мере података у рачунарству и састоји се од 4 бита, колико је довољно за једну цифру хексадецималног бројног система или једну цифру декадног броја забележеног у бинарно-кодираном декадном систему.
Нибл је изузетно практичан у случају када се бајт састоји од 8 бита (што је данас скоро увек случај) јер се тада бајт може представити са два нибла по 4 бита. Тада се један бајт уместо 8 бинарних цифара може записати са 2 хексадецималне цифре:
010010102 = 16
што се веома често користи у ситуацијама када програмери баратају подацима на најнижем нивоу. Ово је поготово видљиво у ситуацијама када се манипулише основном речи већине данашњих процесора која је 32 бита односно 4 бајта. Тада је много практичније писати 8 цифара него 32, пример:
010110100101101001011010010110102 = 16.
Нибл није најнижа адресибилна јединица, само помоћна метода ради баратања непрактичним предугим низом нула и јединица.